# Willy Burgdorfer
Willy Burgdorfer (Basilea, 27 giugno 1925 – Hamilton, 17 novembre 2014) è stato un batteriologo svizzero naturalizzato statunitense, che studiò la zoonosi e che nel 1981 scoprì la causa della malattia di Lyme, il batterio Borrelia burgdorferi.

## Biografia
Willy (Wilhelm) Burgdorfer fu il figlio di Karl ed Else Burgdorfer. Dopo la scuola a Basilea studiò dal 1944 alla università di Basilea, zoologia, batteriologia, entomologia, parassitologia e igiene. Nel 1951 con la tesi sulla trasmissione della febbre ricorrente da zecche, attraverso argasidae, si laureò sotto la guida del professor Rudolf Geigy.
Nel 1957 ricevette la cittadinanza statunitense.
Come dipendente presso il Rocky Mountain Laboratory (RML) di Hamilton (Montana), studiò il Rickettsia rickettsii, causa della Febbre maculosa delle Montagne Rocciose. Più tardi studiò altre zoonosi come la febbre da zecca del Colorado, trasmessa da Yersinia pestis – agente patogeno della Peste – attraverso pulci, la trasmissione della febbre gialla e il ciclo vita della Francisella tularensis.
Con la ricerca microscopica della zecca Ixodes scapularis, specie a sé stante della Ixodes dammini, causa della febbre delle montagne Rocciose nel 1981 Burgdorfer scoprì la causa della Rickettsia da altri batteri: Spirochaetes. Burgerdorfer fece una lunga ricerca con la successiva scoperta della causa della malattia di Lyme. Nel siero sanguigno i pazienti avevano gli anticorpi contro la malattia. La scoperta fu pubblicata nel 1982 su Science, e presentata al primo simposio della Lyme-Borreliose del 1983 alla università di Yale; il batterio venne in suo onore designato Borrelia burgdorferi. L'identificazione del patogeno permise altre ricerche sulla trasmissione e guarigione della malattia di Lyme.
Burgdorfer si ritirò nel 1986 in pensione, lavorando ancora per 15 anni come scienziato al Rocky Mountain Laboratory. Nella sua carriera scrisse più di 200 articoli scientifici.

### Vita privata
Willy Burgdorfer fu sposato dal 1953 con Gertrude „Dale“ See († 2005). Nacquero i figli Bill e Carl. In seconde nozze sposò Lois Rohr.

### Morte
Morì il 17 novembre 2014 a Hamilton, Montana, sofferente di Parkinson.

## Onorificenze (parziale)
- 1985: Schaudinn-Hoffmann-Plakette (Deutsche Dermatologische Gesellschaft, DDG)[5]
- 1986: Dr. med. h.c., Universität Bern, Svizzera
- 1988: Medaglia d'oro Robert Koch[6]
- 1989: Bristol Award (Infectious Diseases Society of America)
- 1990: Walter Reed Medal (American Society of Tropical Medicine and Hygiene)
- 1991: Dr. med. h.c., Università di Aix-Marseille, Francia

## Scritti (parziale)
- Analyse des Infektionsverlaufes bei Ornithodorus moubata (Murray) und der natürlichen Uebertragung von Spirochaeta duttoni. In: Acta Tropica 1951, Bd. 8, Heft 3, S. 196–262. (Dissertation)
- Hemolymph test. A technique for detection of rickettsiae in ticks. In: Am. J. Trop. Med. Hyg. Band 19, Nummer 6, 1970, S. 1010–1014, PMID 4992724.
- mit A. G. Barbour, S. F. Hayes, J. L. Benach, E. Grunwaldt, J. P. Davis: Lyme disease-a tick-borne spirochetosis?. In: Science. Band 216, Nummer 4552, 1982, S. 1317–1319, PMID 7043737.
- Discovery of the Lyme disease spirochete and its relation to tick vectors. In: Yale J Biol Med. Band 57, Nummer 4, 1984, S. 515–520, PMID 6516454 PMC 2590008.
- How the discovery of Borrelia burgdorferi came about. In: Clinics in Dermatology. Band 11, Nummer 3, S. 335–338, PMID 8221514.